# Списак држава без војске
Ово је списак држава без војске. Појам државе овдје означава суверену државу и државу која није зависна од других (нпр. Бермуди, Гвам, Сјеверна Маријанска Острва) чија одбрана је одговорност друге земље. Појам оружане снаге односи се на било коју одбрану коју спонзорише влада, а која се користи за унапређење унутрашње и спољашње политике њихове владе. Неке земље које се налазе на списку, као што су Исланд и Монако, немају редовну војску, али имају неполицијску војну силу.
Многе од ових земаља које су набројане имају дуготрајни споразум са земљама које су их прије окупирале; примјер је споразум између Монака и Француске који траје већ око 300 година. Државе као су Маршалска Острва, Микронезија и Палау се у потпуности ослањају на одбрану од стране САД. Андора има малу војску и може захтијевати помоћ уколико је потребно, док је Исланд имао споразум са Сједињеним Америчким Државама који је трајао до 2006. године, а који их је обавезивао да пружају одбрану Исланду уколико је потребно.
Остале земље су саме задужене за своју одбрану и функционишу без војске или имају ограничен облик војске. Неке од земаља као Гренада и Костарика су прошле кроз процес демилитаризације. Неке земље су основане без оружаних снага, као што је Самоа прије више од 60 година; основни разлог био је што је независност те земље била, или су још увијек, под заштитом друге државе. Све земља на овом списку сматрају се у ситуацији „немилитаризације”.
Хаити је распустио своју војску 1994. године након америчке инвазије. У 2017. години након завршетка мисије Организације уједињених нација на Хаитију, влада Хаитија је најавила формирање Оружаних снага Хаитија.

## Земље без војске
| Бр. | Земља                    | Текст | Извор(и)                           |
| --- | ------------------------ | --- | ---------------------------------- |
| 1   | Андора                   | Андора нема редовну војску, али има потписане споразуме о одбрани са Француском и Шпанијом. Посједује малу добровољачку војску која се користи у свечане сврхе, а још посједују и антитерористичку и јединицу за талачке ситуације која се налази у саставу полиције. У саставу полиције се налази и горска служба спашавања.                                                                                 | [ 17 ]                             |
| 2   | Доминика                 | Доминика не посједује редовну војску још од 1981. године. Одбрана спада у одговорности Регионалног система сигурности. Доминика посједује полицијске снаге. У Закону о полицији у чл. 14 стоји да у случају рата полицијске снаге се могу користити за одбрану државе. | [ 18 ] [ 19 ] [ 20 ]               |
| 3   | Гренада                  | Гренада не посједује војску од 1983. године након америчке инвазије. Унутрашњу сигурност обезбјеђују полицијске јединице са 15 полицијских станица и 900 полицајаца. Одбрана спада у одговорности Регионалног система сигурности. Посједују неколико патролних чамаца Dauntless и Defender класе. | [ 10 ]                             |
| 4   | Кирибати                 | По уставу постоји само полиција. Полиција је опремљена дугим цијевима и има у надлежности и обалску стражу и посједују један патролни чамац имена Teanoai. Одбрана је обезбијеђена од Аустралије и Новог Зеланда прописана споразумом између ове три земље. | [ 21 ] [ 22 ] [ 23 ]               |
| 5   | Лихтенштајн              | Распустили су војску 1868. године јер је била скупа за одржавање. Војска је дозвољена у вријеме рата, мада се до сада то није десило. Лихтенштајн посједује јединицу за подршку која је опремљена дугим цијевима. Одбрану им пружа Аустрија и Швајцарска споразумом потписаним између ове три земље. | [ 24 ] [ 25 ]                      |
| 6   | Маршалска Острва         | Од оснивања посједују полицијске снаге које имају и задатак обалске страже и у свом саставу имају патролни чамац имена Lomor. На основу споразума одбрана је загарантована од стране САД. | [ 26 ] [ 27 ] [ 28 ]               |
| 7   | Микронезија              | Од оснивања државе не посједују војску. Једино постоје полицијске снаге задужене за унутрашњу сигурност и обалску стражу. У свом саставу имају и патролне чамце FSS Palikir, FSS Micronesia и FSS Independence Pacific класе. Посједују и један авион који обично користи предсједник и који је дониран од стране Кине и то је авион Harbin Y-12. На основу споразума одбрана је загарантована од стране САД. | [ 29 ] [ 30 ] [ 31 ]               |
| 8   | Науру                    | Аустралија је задужена за одбрану споразумом између ове двије земље. Међутим Науру посједује полицијске снаге које обезбјеђују унутрашњу сигурност. | [ 32 ] [ 33 ] [ 34 ] [ 35 ] [ 36 ] |
| 9   | Палау                    | Од оснивања посједују само полицијске снаге, и обалску стражу са 30-ак чланова који посједују два патролна чамца Remeliik и поклон Јапана чамац Kedam. На основу споразума одбрана је загарантована од стране САД. | [ 37 ] [ 38 ] [ 39 ]               |
| 10  | Света Луција             | Имају двије полицијске јединице од 116 људи задужене за унутрашњу безбједност. Одбрана је у надлежности Регионалног система сигурности. Војни буџет им износи 5 милиона америчких долара. | [ 40 ] [ 41 ]                      |
| 11  | Сент Винсент и Гренадини | Имају двије полицијске јединице од 691 човјека задужена за унутрашњу безбједност са 23 полицијске станице. Сви у команди морнарице су школовани у Краљевској ратној морнарици. Одбрана је у надлежности Регионалног система сигурности. | [ 42 ] [ 43 ]                      |
| 12  | Самоа                    | Од оснивања држава не посједују војску. Једино постоје полицијске снаге задужене за унутрашњу сигурност и обалску стражу. У свом саставу имају и патролни чамац Nafanua. По споразуму из 1962. године Нови Зеланд је одговоран за одбрану. | [ 44 ] [ 45 ] [ 46 ]               |
| 13  | Соломонска Острва        | Војска је постојала све до великог етничког конфликта, гдје је уз помоћ Аустралије, Новог Зеланда и осталих пацифичких земаља успостављен мир и закон. Од тада војска не постоји, већ постоје полицијске снаге које имају и улогу обалске страже и посједују два патролна чамца Auki и Lata. Одбрана је повјерена RAMSI све до 30. јуна 2017. године.                                                         | [ 47 ] [ 48 ] [ 49 ] [ 50 ] [ 51 ] |
| 14  | Тувалу                   | Од оснивања посједују полицијске снаге које имају и задатак обалске страже и у свом саставу имају патролни чамац имена Te Mataili. | [ 52 ] [ 53 ] [ 53 ]               |
| 15  | Ватикан                  | Посједују Ватиканску жандармерију за унутрашњу безбједност. Швајцарска гарда је наоружана јединица које се брине за безбједност Папе. Не посједује споразум са Италијом, јер би прекршило неутралност Ватикана, али формално Ватикан штити Војска Италије. | [ 54 ] [ 55 ] [ 56 ] [ 57 ]        |

## Земље без редовне, али са ограниченом војском
| Бр. | Земља      | Текст | Извор(и)                                                      |
| --- | ---------- | --- | ------------------------------------------------------------- |
| 1   | Костарика  | Уставом (чл. 12) је војска забрањена за вријеме предсједника Хозе Фигерес Ферера првог децембра 1948. године када је он у церемонији разбио зид маљем симболизујући крај војне власти. Војни буџет је распоређен на културу и образовање. Посједује жандармерију ограничених капацитета која има улогу спровођења закона и унутрашње безбједности, спречавања шверца наркотика, контрола границе и обезбјеђивање туристичких локација. Мото ове јединице је Бог, отаџбина и част!. У свом саставу посједују 15 авиона међу којима су и један Aero Commander 500, три Cessna 206, четири Piper PA-31 Navajo и четири хеликоптера MD 500. | [ 12 ] [ 58 ] [ 58 ] [ 59 ] [ 60 ]                            |
| 2   | Исланд     | Не посједује војску од 1869. године, али је активни члан NATO-а. Посједују споразум са САД које одржавају исландску војску од 1951. до 2006. године. Војни аеродром Keflavik затворен је 2006. након 55 година. Међутим, влада САД је објавила да ће наставити пружати подршку Исланду, али без стационирања својих трупа на Исланду. Немају војску али још одржавају тим за кризне ситуације и полицијске јединице за подршку, против-ваздушни систем одбране и обалску стражу. Још имају и споразуме са Норвешком, Данском и осталим чланицама НАТО-а. Обалска стража Исланда посједује четири пловила од којих је један ICGV Týr направљен 1974. године и посједују један авион и четири хеликоптера. У састав обалске страже улази и систем ваздушне одбране са радарским комплексима који је основан 1987. године. | [ 8 ] [ 61 ] [ 62 ] [ 63 ] [ 64 ] [ 65 ] [ 66 ] [ 67 ] [ 68 ] |
| 3   | Маурицијус | Маурицијус не посједује редовну војску још од 1968. године. Сва војска и полиција садржи 10.000 активног људства. 8.000 људи се налази под командом полиције и задужено за спровођење закона. Око 1.500 људи се налази у специјалној јединици, а 500 у морнарици. Војни савјетници који за њих раде су из Индије и Уједињеног Краљевства. Од авиона посједују по један Dornier Do 228, Britten-Norman Defender, Eurocopter Fennec, HAL Dhruv и три хеликоптера Aérospatiale Alouette III. Поред тога посједују и неколико патролних чамаца Zhuk, Sarojini Naidu и Kora класе. | [ 69 ] [ 70 ] [ 71 ] [ 72 ] [ 73 ]                            |
| 4   | Монако     | у 17. вијеку су одлучили да своју војску сведу на минимум. Одбрана је под одговорношћу Фрнацуске, али ипак Монако има два одреда у склопу своје војске са укупно 255 припадника и њихов примарни задатак је заштита принца Монака. Полиција је задужена за унутрашњу безбједност. такође посједују још и четири мала брода који врше обалску стражу. | [ 4 ] [ 74 ] [ 75 ] [ 76 ] [ 77 ] [ 78 ] [ 79 ] [ 80 ]        |
| 5   | Панама     | Панама је укинула војску 1990. за вријеме предсједника Гиљерма Ендара што је потврђено уставним промјенама из 1994. године. Ипак у саставу имају полицију, граничну службу, авионски сервис који заједно имају мале војне могућности. У свом саставу посједују 3 авиона CASA C-212 Aviocar, 3 Cessna 208 Caravan и још неколико транспортних авиона, а од хеликоптера 8 Bell 407 америчке производње и 6 AgustaWestland хеликоптера италијанске производње који служе за борбу против производње наркотика. Обалска стража посједује 11 патролних чамаца америчке производње. | [ 81 ] [ 82 ] [ 83 ] [ 84 ] [ 85 ]                            |
| 6   | Вануату    | Вануату има полицијске снаге које су задужене за унутрашњу безбједност. Војска је састављена од 300 мушкараца и жена који су опремљени дугим цијевима. | [ 86 ] [ 87 ] [ 88 ]                                          |